# Иисус Христос Животворец (Борие)
„Иисус Христос Животворец“ (на албански: Kisha e Ristozit, на гръцки: Ναός Ζωοδότη Χριστού) е православна църква в корчанското село Борие, Албания, част от Корчанската епархия. Църквата е обявена за културен паметник на Албания под № 66.
Според ктиторския надпис над прозореца на южната стена в църквата, тя е построена в 1389/1390 година след дарение от епископ Нимфонт. Втори епиграмен надпис гласи:
| „ | Αναξ ἄναρχε, Χ(ριστ)έ μου, Λόγε, δέδεξαι καμοῦ τὴν οἰκτρὰν ἱκεσίαν· ὁ ταπειν(ὸς) ἐπίσκοπο(ς) Νίμφων κρατῶ δὲ τ(ὸν) ναὸν τ(ὸν) θεῖον μετὰ πό(θου)· τὴν ἀρχ(ὴν) γὰρ ἀνήγειρα ἐκ βάθρου τε καὶ κόπου μὲ χριστωνύμ(ων) λα(ῶν) τοῖς θέλουσι σωθῆναι· λύσ(ιν) γὰρ αἰτῶ πολλῶν ἀμπλακημάτω(ν). Царю безначални, Христе мой, Слово, приеми моята скромна молитва. Смиреният епископ Нимфонт държа този Божи храм с желание. Издигнах го първоначално от основи и с труд за християнския народ, който иска да бъде спасен. Моля за опрощение на многото грехове. | “ |

Изографисана е в 1390 година от майстори от Костурската художествена школа, чието дело са също иконописите в „Свети Атанасий Музашки“ в град Костур (Кастория) и „Света Богородица“ на остров Мал град.